# Szabálytalan galaxis

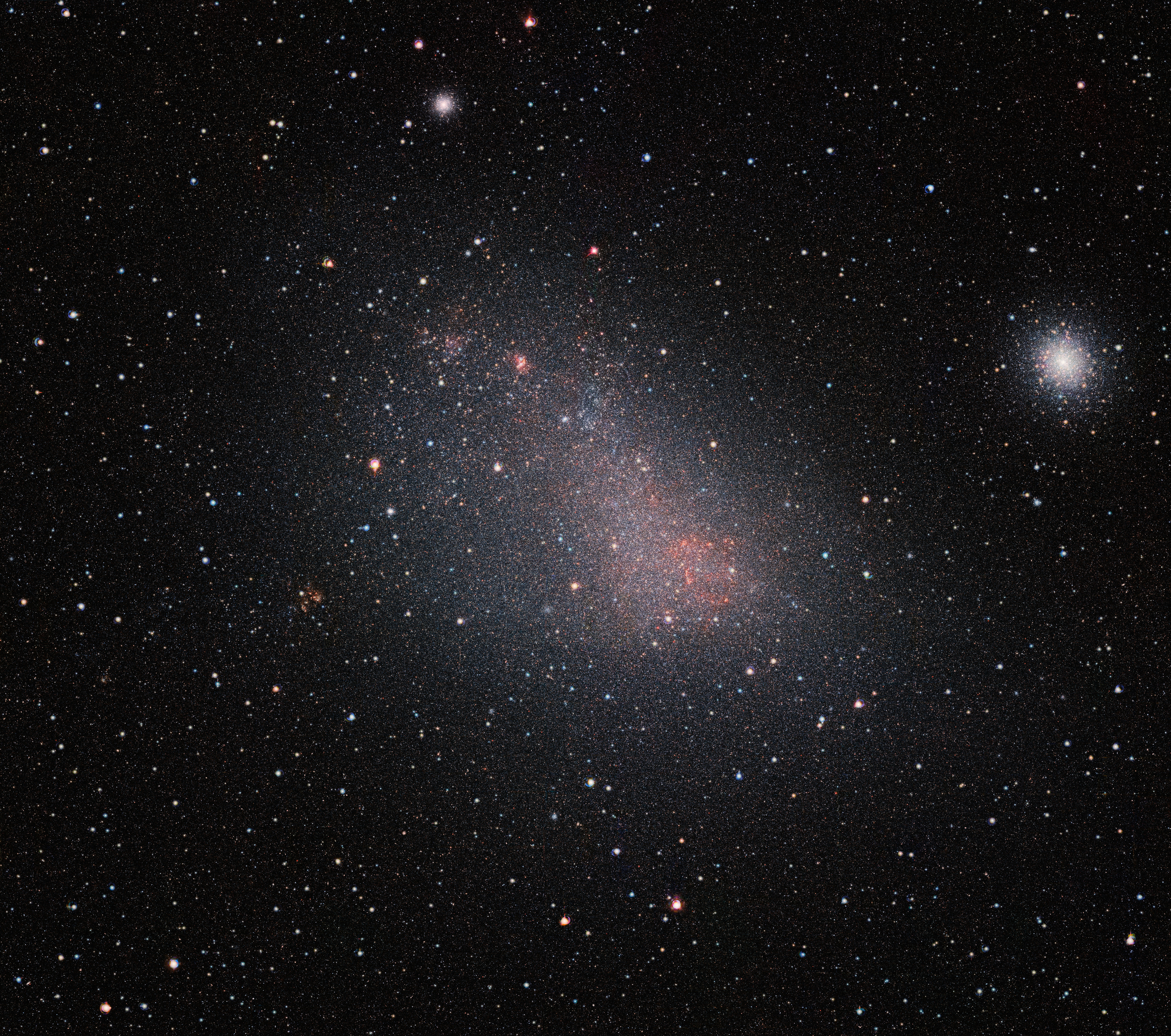
A Kis Magellán-felhő, az egyik legközelebbi szabálytalan galaxis

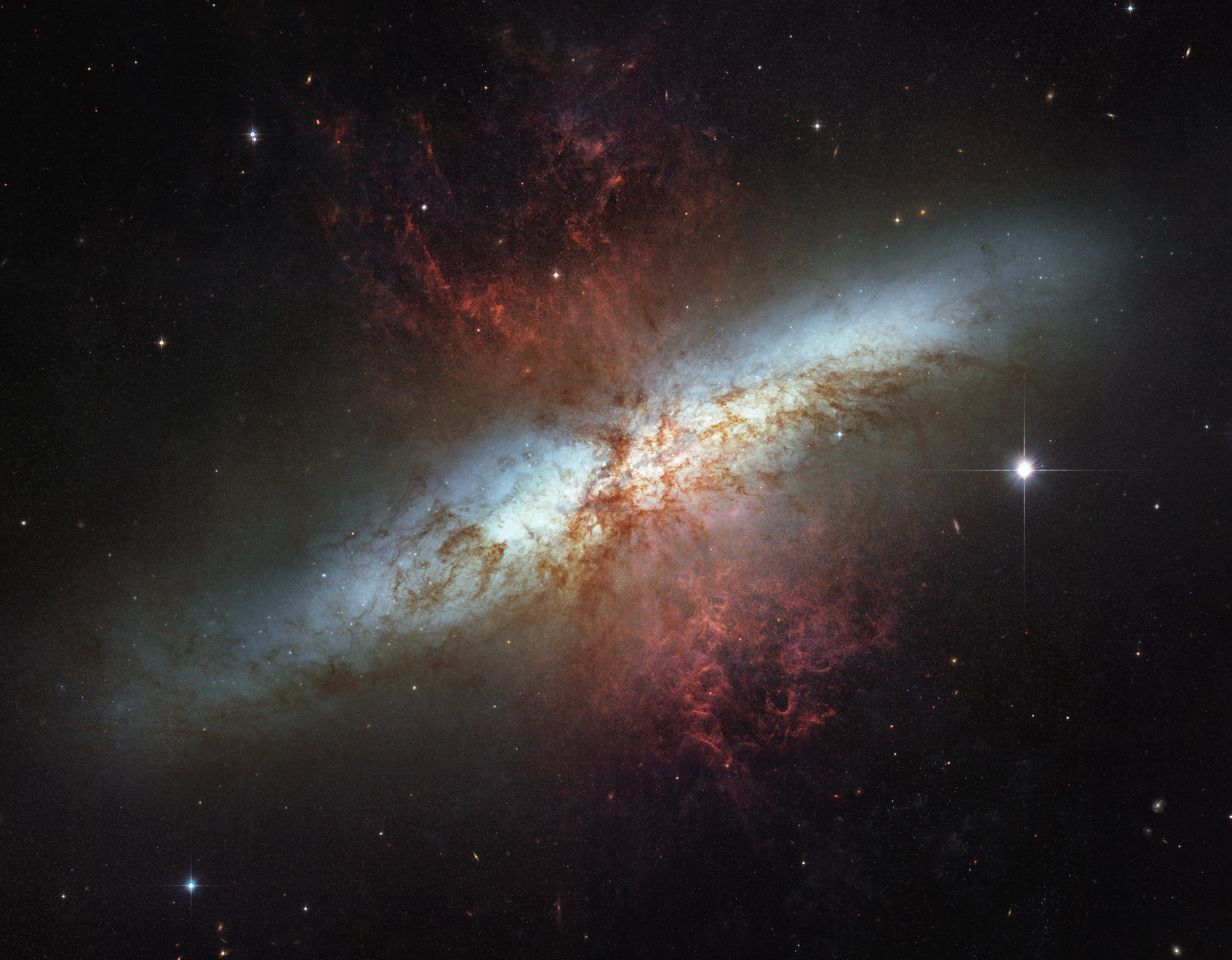
A Messier 82 a Hubble űrtávcső felvételén

A szabálytalan galaxisok olyan galaxisok, amelyeknél központi mag és szimmetriatengely sem figyelhető meg. Semmilyen lényeges jellegzetességet nem mutatnak, és a legkülönfélébb alakúak lehetnek. Tömegük 0,7-100 milliárd naptömeg közötti, előfordulásuk ritka (3%). Jellegzetes képviselőik a szabad szemmel is látható, de hazánkból nem megfigyelhető Magellán-felhők. Az ilyen galaxisokat általában fiatal, I. populációs csillagok alkotják, és sok csillagközi (intersztelláris) anyagot tartalmaznak, a Nagy Magellán-felhő tömegének például több mint felét gáz- és porfelhők teszik ki.